# Adana
Adana (tiếng Hy Lạp: Ἄδανα Adhana; tiếng Armenia: Ադանա Adana) là một thành phố tự trị (büyük şehir) đồng thời cũng là một tỉnh (il) của Thổ Nhĩ Kỳ, diện tích 14.030 km², nằm ở khu vực Địa Trung Hải ở miền nam Thổ Nhĩ Kỳ. Tỉnh này giáp Mersin về phía tây, Hatay về phía đông nam, Osmaniye về phía đông, Kahramanmaraş về phía đông bắc, Kayseri về phía bắc, và Niğde về phía tây bắc. Với dân số 2.165.595 người vào năm 2014, đây là thành phố đông dân thứ 6 tại Thổ Nhĩ Kỳ.
Adana nằm ở trung tâm của Çukurova, một vùng địa lý kinh tế và văn hóa khu vực bao gồm các tỉnh Mersin, Adana, Osmaniye và Hatay. Sân bay Adana Şakirpaşa cách trung tâm thành phố 3,5 km.
Vùng đô thị Adana, Mersin với dân số 2.870.000 người, trải dài hơn 100 km từ đông sang tây và 25 km từ Bắc vào Nam; bao gồm các thành phố Mersin, Tarsus, Adana và Ceyhan. Đây là vùng đô thị lớn thứ tư tại Thổ Nhĩ Kỳ và một trong những trung tâm hàng đầu của đất nước nyaf về thương mại và văn hóa.

## Phát triển đô thị
Trung tâm của tỉnh Adana ban đầu là cụm đô thị Adana, được thành lập năm 1986, tương ứng với các huyện Seyhan, Yüreğir, Çukurova, Sarıçam và Karaisalı, trong đó Seyhan là khu trung tâm của thành phố trong khi các huyện còn lại là vùng ngoại ô. Từ năm 2012, Thổ Nhĩ Kỳ thông qua luật, công nhận các tỉnh có dân số trên 750.000 người là những đại đô thị, có ranh giới đô thị trùng với ranh giới của tỉnh.

## Các huyện
Adana được chia thành 15 huyện hành chính:
1. Aladağ
2. Ceyhan
3. Çukurova
4. Feke
5. İmamoğlu
6. Karaisalı
7. Karataş
8. Kozan
9. Pozantı
10. Saimbeyli
11. Sarıçam
12. Seyhan
13. Tufanbeyli
14. Yumurtalık
15. Yüreğir

## Quan hệ quốc tế
| Châu Âu - Córdoba, Andalusia, Spain - Skopje, North Macedonia - Saint Petersburg, Russia - Livorno, Italy - Debrecen, Hungary | Châu Á - Beersheba, Israel - Jeddah, Saudi Arabia - Shymkent, Kazakhstan - Sapporo, Japan - Ulaanbaatar, Mongolia |

## Khí hậu
| Dữ liệu khí hậu của Adana (1954–2013)    | Dữ liệu khí hậu của Adana (1954–2013) | Dữ liệu khí hậu của Adana (1954–2013) | Dữ liệu khí hậu của Adana (1954–2013) | Dữ liệu khí hậu của Adana (1954–2013) | Dữ liệu khí hậu của Adana (1954–2013) | Dữ liệu khí hậu của Adana (1954–2013) | Dữ liệu khí hậu của Adana (1954–2013) | Dữ liệu khí hậu của Adana (1954–2013) | Dữ liệu khí hậu của Adana (1954–2013) | Dữ liệu khí hậu của Adana (1954–2013) | Dữ liệu khí hậu của Adana (1954–2013) | Dữ liệu khí hậu của Adana (1954–2013) | Dữ liệu khí hậu của Adana (1954–2013) |
| Tháng                                    | 1                                     | 2                                     | 3                                     | 4                                     | 5                                     | 6                                     | 7                                     | 8                                     | 9                                     | 10                                    | 11                                    | 12                                    | Năm                                   |
| ---------------------------------------- | ------------------------------------- | ------------------------------------- | ------------------------------------- | ------------------------------------- | ------------------------------------- | ------------------------------------- | ------------------------------------- | ------------------------------------- | ------------------------------------- | ------------------------------------- | ------------------------------------- | ------------------------------------- | ------------------------------------- |
| Cao kỉ lục °C (°F)                       | 26.5 (79.7)                           | 26.2 (79.2)                           | 32.0 (89.6)                           | 37.5 (99.5)                           | 40.6 (105.1)                          | 41.3 (106.3)                          | 44.0 (111.2)                          | 45.6 (114.1)                          | 43.2 (109.8)                          | 39.4 (102.9)                          | 33.3 (91.9)                           | 30.8 (87.4)                           | 45.6 (114.1)                          |
| Trung bình ngày tối đa °C (°F)           | 15.0 (59.0)                           | 16.2 (61.2)                           | 19.6 (67.3)                           | 23.7 (74.7)                           | 28.2 (82.8)                           | 31.8 (89.2)                           | 33.8 (92.8)                           | 34.6 (94.3)                           | 33.1 (91.6)                           | 29.1 (84.4)                           | 22.5 (72.5)                           | 16.7 (62.1)                           | 25.4 (77.7)                           |
| Trung bình ngày °C (°F)                  | 9.6 (49.3)                            | 10.5 (50.9)                           | 13.5 (56.3)                           | 17.5 (63.5)                           | 21.7 (71.1)                           | 25.6 (78.1)                           | 28.1 (82.6)                           | 28.5 (83.3)                           | 25.9 (78.6)                           | 21.4 (70.5)                           | 15.5 (59.9)                           | 11.1 (52.0)                           | 19.1 (66.4)                           |
| Tối thiểu trung bình ngày °C (°F)        | 5.5 (41.9)                            | 6.1 (43.0)                            | 8.5 (47.3)                            | 12.2 (54.0)                           | 15.9 (60.6)                           | 20.1 (68.2)                           | 23.3 (73.9)                           | 23.6 (74.5)                           | 20.4 (68.7)                           | 16.0 (60.8)                           | 10.8 (51.4)                           | 7.1 (44.8)                            | 14.1 (57.4)                           |
| Thấp kỉ lục °C (°F)                      | −8.1 (17.4)                           | −6.4 (20.5)                           | −3.6 (25.5)                           | −1.3 (29.7)                           | 5.6 (42.1)                            | 12.6 (54.7)                           | 11.5 (52.7)                           | 14.8 (58.6)                           | 9.3 (48.7)                            | 4.8 (40.6)                            | −1.7 (28.9)                           | −3.5 (25.7)                           | −8.1 (17.4)                           |
| Lượng Giáng thủy trung bình mm (inches)  | 111.5 (4.39)                          | 85.4 (3.36)                           | 65.6 (2.58)                           | 56.3 (2.22)                           | 45.2 (1.78)                           | 19.6 (0.77)                           | 6.9 (0.27)                            | 5.6 (0.22)                            | 13.8 (0.54)                           | 40.7 (1.60)                           | 75.1 (2.96)                           | 130.4 (5.13)                          | 656.1 (25.83)                         |
| Số ngày giáng thủy trung bình            | 10.4                                  | 10.4                                  | 9.8                                   | 9.2                                   | 6.5                                   | 2.9                                   | 0.9                                   | 0.8                                   | 2.5                                   | 5.4                                   | 7.1                                   | 10.7                                  | 76.6                                  |
| Số giờ nắng trung bình tháng             | 136.4                                 | 146.9                                 | 204.6                                 | 213.0                                 | 282.1                                 | 312.0                                 | 325.5                                 | 319.3                                 | 270.0                                 | 223.2                                 | 168.0                                 | 133.3                                 | 2.734,3                               |
| Số giờ nắng trung bình ngày              | 4.4                                   | 5.2                                   | 6.6                                   | 7.1                                   | 9.1                                   | 10.4                                  | 10.5                                  | 10.3                                  | 9.0                                   | 7.2                                   | 5.6                                   | 4.3                                   | 7.5                                   |
| Nguồn: Cục Khí tượng Quốc gia Thổ Nhĩ Kỳ |                                       |                                       |                                       |                                       |                                       |                                       |                                       |                                       |                                       |                                       |                                       |                                       |                                       |

## Địa điểm lịch sử
- Di tích Yumurtalık - Yumurtalık
- Di tích Anavarza - Kozan/Dilekkaya
- Di tích Şar - Tufanbeyli/Şar
- Di tích Mağarsus - Karataş